# Hélène Defrance
Hélène Defrance (n. 11 august 1986, Clamart, Île-de-France, Franța) este o sportivă ce a reprezentat Franța, medaliată olimpică. A participat la o ediție a Jocurilor Olimpice (2016) în care a câștigat o medalie de bronz.

## Participări
Lista de mai jos prezintă principalele competiții la care a participat Hélène Defrance de-a lungul carierei.
- Vela nos Jogos Olímpicos de Verão de 2016 - 470 feminino[*]